# Fiskebøl
Fiskebøl is een plaats in de Noorse gemeente Hadsel in de provincie Nordland. Het dorp ligt op het eiland Austvågøy.

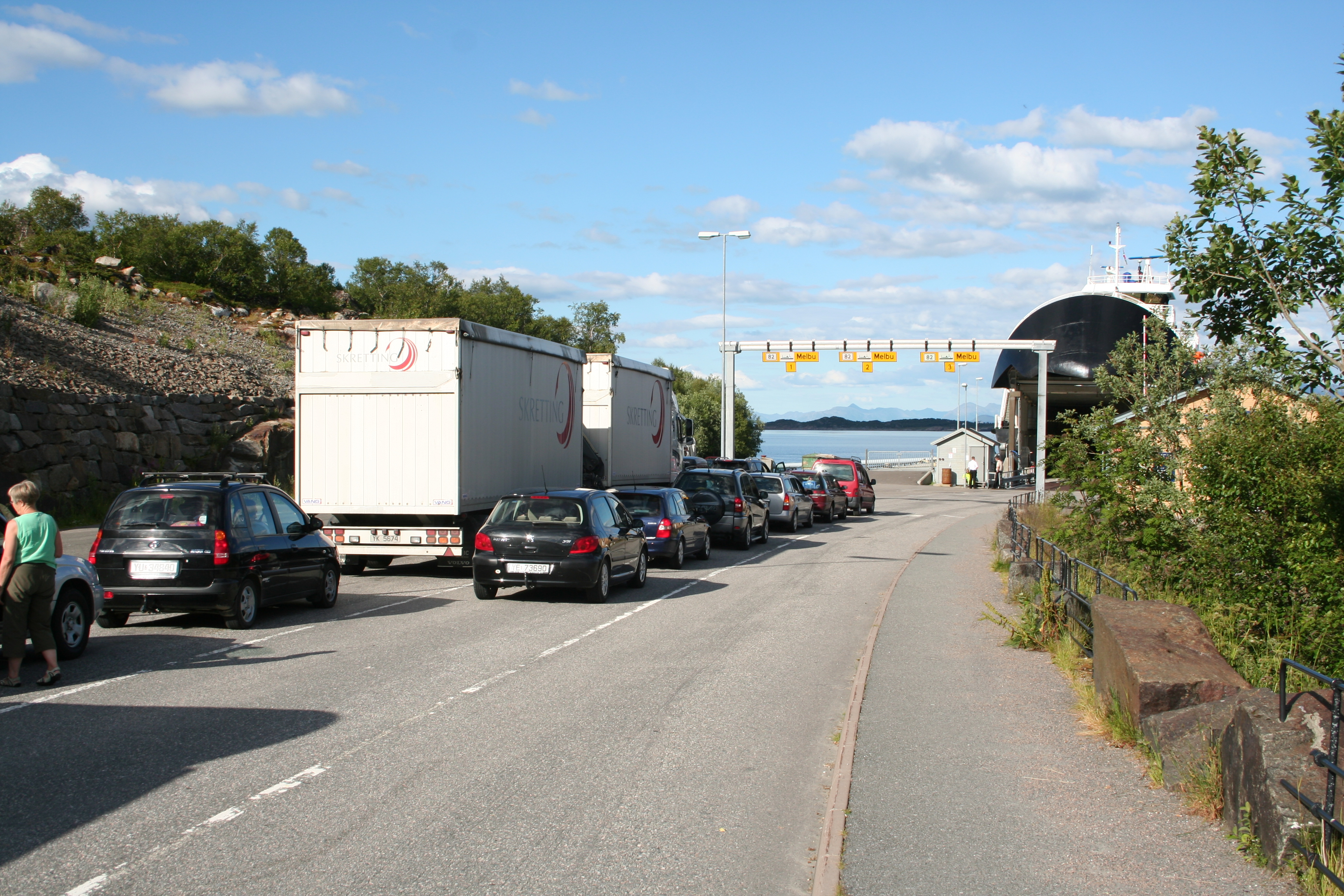
Kade voor veerboot

Sinds 1997 is Austvågøy door de Sløverfjordtunnel en de Lofast-route verbonden met het vasteland. De oude veerverbinding van Fiskebøl met Melbu op Hadseløya is wel open gebleven, maar de dienstregeling is  aanzienlijk beperkt. 